# Taken (miniserie televisiva)
Taken, conosciuta anche con il titolo Steven Spielberg Presents Taken, è una miniserie televisiva di fantascienza trasmessa la prima volta negli Stati Uniti d'America su Sci Fi Channel nel mese di dicembre 2002, vincendo l'anno successivo un Emmy Award come miglior miniserie.
In Italia è stata trasmessa per la prima volta su Italia 1 dal 3 giugno al 1º luglio 2004.

## Produzione
La miniserie, prodotta dalla Dreamworks, casa di produzione televisiva di Steven Spielberg, è stata scritta da Leslie Bohem e diretta da Breck Eisner, Félix Enríquez Alcalá, John Fawcett, Tobe Hooper, Jeremy Paul Kagan, Michael Katleman, Sergio Mimica-Gezzan, Bryan Spicer, Jeff Woolnough e Thomas J. Wright.
I produttori esecutivi sono stati Leslie Bohem e Steven Spielberg. Le location si sono situate a Vancouver e nella Columbia Britannica, in Canada.
Tra gli attori che hanno fatto parte del cast sono presenti: Julie Benz, Emily Bergl, Terry Chen, Steve Burton, Eric Close, Heather Donahue, Dakota Fanning, Matt Frewer, Joel Gretsch, Ryan Hurst, Adam Kaufman, Ryan Merriman, Michael Moriarty e Anton Yelchin.
Un omonimo libro ispirato alla miniserie è stato scritto da Thomas H. Cook.

## Trama
Taken racconta la storia, che si svolge nell'arco di cinque decenni e quattro generazioni, di tre famiglie, i Keys, i Crawford, ed i Clarke. Il veterano della seconda guerra mondiale Russel Keys è perseguitato da incubi sul rapimento subito da parte degli alieni durante la guerra; l'incidente di Roswell trasforma Owen Crawford da un ambizioso capitano dell'aeronautica in un malvagio cospiratore del governo ombra; Sally Clarke, insoddisfatta del suo matrimonio, viene messa incinta da un visitatore alieno.
Con il passare dei decenni, gli eredi di ciascuna famiglia sono coinvolti nelle macchinazioni degli alieni, che si concludono con la nascita di Allie Keys, il prodotto finale dei loro esperimenti, che rappresenta la chiave del loro futuro.

## Puntate
Negli Stati Uniti d'America la miniserie, composta da 10 puntate, è stata trasmessa dal 2 al 13 dicembre 2002 su Sci Fi Channel. In Italia è approdata per la prima volta su Italia 1 dal 3 giugno al 1º luglio 2004.
Successivamente è stata replicata nel settembre 2005 sul canale pay Duel TV, nella seconda serata di Italia 1 nel novembre 2008, su Rai 4 nell'estate 2009 e su Steel ad inizio 2010.

## Personaggi e interpreti

### Famiglia Clarke
- Sally Clarke, interpretata da Catherine Dent:
Sally è una donna che vive prevalentemente sola con i suoi due figli Tom e Becky, poiché suo marito Fred è sempre fuori città. Quando incontra John, la sua vita è sconvolta, e nella loro breve convivenza lei rimane incinta di Jacob, un ibrido umano-alieno.
- Tom Clarke, interpretato da Ryan Hurst (da adulto) e Kevin Schmidt (da bambino):
È il figlio di Sally e Fred Clarke, e fratello di Becky e Jacob. Quando Owen Crawford va in cerca di Jacob sconvolgendo la vita dei Clarke, costretti a nasconderlo, lui inizia un'intensa attività giornalistica con lo scopo di dimostrare che gli UFO non esistono e smascherare le congetture diffuse dal Governo. Ma quando Jacob gli spiega che lui è un ibrido umano-alieno e che in realtà è tutto vero, rivede le sue convinzioni, e si trasforma in un giornalista UFO-credente. In età anziana aiuta la nipote Lisa a nascondersi dai federali. È l'unico personaggio umano a sopravvivere per tutta la serie.
- Jacob Clarke, interpretato da Anton Yelchin (da bambino) e Chad Donella (da adulto):
È un ibrido umano-alieno nato dalla relazione tra John e Sally Clarke. Da bambino si dimostra asociale e incapace di esprimere sentimenti, nonché di avere particolari capacità psichiche. L'uso dei suoi poteri però lo indebolisce e muore a 33 anni, dopo essersi sposato e aver avuto una figlia: Lisa Clarke.
- Lisa Clarke, interpretata da Emily Bergl (da adulta), Alexandra Purvis (da adolescente) e Taylor-Anne Reid (da bambina):
Nonostante figlia di un ibrido umano-alieno, non dimostra avere particolari abilità, tuttavia viene protetta dagli alieni dai tentativi di rapimento dei Crawford, che la assistono quando fa nascere Allison (Allie). Lisa era rimasta incinta dopo essere stata portata dagli alieni in una nave spaziale, dove era stata fatta accoppiare, inconsciamente, con Charlie Keys.

### Famiglia Crawford
- Owen Crawford, interpretato da Joel Gretsch:
Dopo l'incidente di Roswell del 1947 si fa mettere a capo di un progetto segreto militare che ha lo scopo di studiare gli alieni e capire cosa vogliono. Nelle sue ricerche quando tenta di rapire Jacob Clarke, viene spaventato a morte da quest'ultimo. Poiché le sue ricerche risulteranno inconcludenti, la sua carriera viene rovinata. Nel frattempo si sposa con Anne, uccidendola quando questa gli causa problemi con il suo lavoro. Dal matrimonio nascono due figli, Eric e Sam. Muore di attacco di cuore quando scopre che Sam è morto.
- Eric Crawford, interpretato da Andy Powers (da adulto), Nolan Funk (da adolescente) e Cody Shaer (da bambino):
Figlio di Owen Crawford, segue le orme del padre, finendo anche lui a capo del progetto UFO. Coinvolge nel suo progetto anche la figlia Mary, avuta da un matrimonio infelice con Julie. Finisce ucciso per opera della sua stessa figlia.
- Mary Crawford, interpretata da Heather Donahue (da adulta) e Anysha Berthot (da adolescente):
Venendo coinvolta anche lei a capo del progetto UFO, le sue ricerche hanno nel mirino Allie Keys, che cerca di rapire in tutti i modi a qualunque costo. Quando suo padre cerca di tenerla a freno, lo farà uccidere. Nel finale uccide direttamente anche l'assistente/amante Wakeman. Alla fine della storia verrà fatta arrestare dal generale Beers.

### Famiglia Keys
- Russell Keys, interpretato da Steve Burton:
Durante la seconda guerra mondiale viene rapito dagli alieni, che lo perseguiteranno per tutta la vita. Per proteggere il figlio Jesse, avuto dal matrimonio con Kate, si allontana dalla sua famiglia. Ma il figlio verrà anch'esso rapito ripetutamente dagli alieni.
- Jesse Keys, interpretato da Desmond Harrington (da adulto), James Kirk (da adolescente), e Conner Widdows (da bambino):
Figlio di Russel Keys, anche nei suoi confronti gli alieni dimostrano particolare attenzione. Passa la sua vita cercando di ribellarsi, senza successo, ai rapimenti alieni, e sfidando continuamente la sorte, per verificare fin quando gli alieni lo salveranno per tenerlo in vita. Dopo aver trovato un po' di stabilità, si sposa con Amelia, avendo un bambino: Charlie Keys. Ricaduto nella paranoia dopo l'ennesimo rapimento diventerà pazzo e sarà rinchiuso in un ospedale psichiatrico, dove morirà dopo aver visto il figlio, cresciuto, un'ultima volta.
- Charlie Keys, interpretato da Adam Kaufman (da adulto) e Devin Douglas Drewitz (da adolescente):
Come il padre, viene anche lui perseguitato dai rapimenti alieni, durante uno dei quali viene fatto inconsciamente accoppiare con Lisa Clarke, facendo nascere Allie. Scoprirà l'esistenza di Lisa e Allie solo anni dopo, facendo ricerche sui rapimenti alieni, quando si ricongiungerà con la sua nuova famiglia.
- Allie Keys, interpretata da Dakota Fanning (da bambina) e Elle Fanning (all'età di 3 anni):
Sembra essere il prodotto finale degli esperimenti alieni sulla Terra. Vive da sola con la madre per i primi 9 anni, quando Mary Crawford si mette sulle sue tracce, sconvolgendo la sua vita e quella di suo padre. Nello stesso periodo si ricongiunge con il padre Charlie Keys, incontratosi con la madre Lisa in un gruppo di sostegno di vittime di rapimenti alieni. Cercando di proteggere il padre e la madre sfrutta i suoi poteri: si dimostra in grado di modificare il tempo, oltre a possedere grandi capacità psichiche. Alla fine della storia sceglierà di separarsi dai genitori, per salvarli dalla caccia governativa, trasferendosi su una navicella aliena con il suo antenato John. Tuttavia promette di ritornare in futuro. Allie è anche la narratrice della storia per tutta la miniserie.

### Altri personaggi e interpreti
- John, interpretato da Eric Close:
Alieno atterrato sulla Terra nell'incidente di Roswell, trova rifugio da Sally Clarke, assumendo un aspetto umano. Nella relazione con Sally ha fatto nascere Jacob, dando il via al gigantesco esperimento di incrocio tra razza umana e razza aliena. Nel finale rivelerà che lo scopo degli esperimenti è far ritrovare agli alieni parte della loro identità che era stata perduta nel loro processo evolutivo.
- Generale Beers, interpretato da James McDaniel:
Nella parte finale della storia, è a capo del progetto UFO, ormai divenuto di natura puramente militare, supervisionando il lavoro di Mary Crawford e del suo assistente, il Dottor Wakeman. Prendendo la custodia di Allie, cerca di usare quest'ultima come esca per assaltare una navicella aliena, ma grazie ai suoi poteri la bambina fa vivere a tutti i militari una gigantesca allucinazione, salvando così se stessa, i genitori e la navicella aliena.

- "Doc" Schilling, interpretato da Jay Brazeau Scienziato tedesco esperto di UFO, rimane collabora per un breve tempo con Owen Crawford prima di rimanere ucciso nel corso di un esperimento.

- Chet Wakeman, interpretato da Matt Frewer:
Scienziato dell'FBI che assiste nel progetto UFO prima Eric Crawford e successivamente Mary Crawford, con cui ha anche una relazione. All'inizio della sua attività si dimostra sadico, ma nel finale sembra provare compassione per la piccola Allie, per questo viene ucciso per mano di Mary.

## Riconoscimenti
Questi sono i premi e le candidature raccolte da Taken tra il 2003 e il 2004.
| Vinto/Nominato | Categoria                                             | Premio                     |
| -------------- | ----------------------------------------------------- | -------------------------- |
| Vinto          | Miglior serie tv                                      | Saturn Award               |
| Nominato       | Miglior uscita in DVD                                 | Saturn Award               |
| Nominato       | Miglior attrice in una serie tv (Emily Bergl)         | Saturn Award               |
| Nominato       | Miglior attrice non protagonista (Heather Donahue)    | Saturn Award               |
| Nominato       | Miglior attrice non protagonista (Dakota Fanning)     | Saturn Award               |
| Nominato       | Miglior episodio di una miniserie tv                  | Eddie Award                |
| Nominato       | Miglior episodio pilota di una miniserie tv           | ASC Award                  |
| Nominato       | Miglior miniserie tv                                  | Art Directors Guild Award  |
| Vinto          | Miglior miniserie via cavo                            | BMI Award                  |
| Nominato       | Miglior Make Up per una serie tv                      | CNOMA Award                |
| Nominato       | Miglior sonoro per una serie tv                       | Cinema Audio Society Award |
| Vinto          | Miglior miniserie tv                                  | Emmy Award                 |
| Nominato       | Miglior Make Up per una miniserie tv                  | Emmy Award                 |
| Nominato       | Miglior fotografia per una miniserie tv               | Emmy Award                 |
| Nominato       | Miglior sonoro per una miniserie tv                   | Emmy Award                 |
| Nominato       | Miglior montaggio sonoro ed per una miniserie tv      | Emmy Award                 |
| Nominato       | Migliori effetti speciali per una miniserie tv        | Emmy Award                 |
| Nominato       | Miglior miniserie tv                                  | Golden Globe               |
| Vinto          | Miglior sonoro                                        | Golden Reel Award          |
| Nominato       | Migliori dialoghi                                     | Golden Reel Award          |
| Vinto          | Miglior miniserie tv                                  | Satellite Award            |
| Vinto          | Miglior miniserie tv                                  | TCA Award                  |
| Nominato       | Miglior miniserie tv                                  | WGA Award                  |
| Vinto          | Miglior performance in una miniserie (Ryan Merriman)  | Young Artist Awards        |
| Nominato       | Miglior performance in una miniserie (Dakota Fanning) | Young Artist Awards        |
| Nominato       | Miglior performance in una miniserie (Anton Yelchin)  | Young Artist Awards        |